# Neder-Silezië (provincie)
Neder-Silezië vormde samen met Opper-Silezië een provincie van Habsburgs Oostenrijk en werd na 1741 veroverd door de koning van Pruisen. Het was een Pruisische provincie van 1741 tot 1919, om daarna gesplitst te worden. Van 1941 tot 1945 was het een gouw van Groot-Duitsland. De geallieerden en de Sovjet-Unie wezen het gebied aan Polen toe, ter compensatie van de gebieden die dat land aan de Sovjet-Unie moest afstaan.

## Geschiedenis
De provincie ontstond in 1919 door opsplitsing van de provincie Silezië, waarbij de Regierungsbezirke Breslau en Liegnitz samen Neder-Silezië gingen vormen. De bevolking was vrijwel geheel Duitstalig (95%) en overwegend luthers-protestants (68%).
Opper- en Neder-Silezië werden in 1938 weer verenigd tot Silezië, maar in 1941 wederom opgesplitst. Na de Tweede Wereldoorlog werd de provincie, die op enkele districten na ten oosten van de Oder-Neissegrens lag, vanaf die rivier aan Polen toegekend. De bijna 5 miljoen mensen tellende Duitstalige bevolking was in februari 1945 voor de intocht van het Sovjetleger deels naar het westen gevlucht, voor een ander deel over het Reuzengebergte naar Bohemen en Moravië (Tsjechië). De laatsten werden teruggestuurd en vervolgens alsnog verdreven. Ongeveer een half miljoen Sileziërs kwamen hierbij om, zie Verdrijving van Duitsers na de Tweede Wereldoorlog.
Neder-Silezië werd als provincie opgeheven en herbevolkt met Polen. Sinds 1999 is in Polen het woiwodschap Neder-Silezië gevormd dat grotendeels met de vroegere Duitse  provincie overeenkomt.

## Bestuurlijke indeling (1945)
Neder-Silezië was verdeeld in de Regierungsbezirke Breslau en Liegnitz, die weer waren onderverdeeld in districten en stadsdistricten. Gegeven is hieronder de toenmalige officiële naam met tussen haakjes de huidige officiële naam.

### Regierungsbezirk Breslau
Stadsdistricten (Stadtkreise)
1. Breslau (Wrocław)
2. Brieg (Brzeg)
3. Schweidnitz (Świdnica)
4. Waldenburg (Schles) (Wałbrzych)

Districten (Landkreise)
1. Breslau (Wrocław)
2. Brieg (Brzeg)
3. Frankenstein (Ząbkowice Śląskie)
4. Glatz (Kłodzko)
5. Groß Wartenberg (Syców)
6. Guhrau (Góra)
7. Habelschwerdt (Bystrzyca Kłodzka)
8. Militsch (Milicz)
9. Namslau (Namysłów)
10. Neumarkt (Środa Śląska)
11. Oels (Oleśnica)
12. Ohlau (Oława)
13. Reichenbach (Dzierżoniów)
14. Schweidnitz (Świdnica)
15. Strehlen (Strzelin)
16. Trebnitz (Trzebnica)
17. Waldenburg (Wałbrzych)
18. Wohlau (Wołów)

### Regierungsbezirk Liegnitz
Stadsdistricten (Stadtkreise)
1. Glogau (Głogów)
2. Görlitz (Görlitz/Zgorzelec)
3. Hirschberg i. Rsgb. (Jelenia Góra)
4. Liegnitz (Legnica)

Districten (Landkreise)
1. Bunzlau (Bolesławiec)
2. Fraustadt (Wschowa)
3. Freystadt (Kożuchów)
4. Glogau (Głogów)
5. Görlitz (Zgorzelec)
6. Goldberg (Złotoryja)
7. Grünberg (Zielona Góra)
8. Hirschberg (Jelenia Góra)
9. Hoyerswerda
10. Jauer (Jawor)
11. Landeshut (Kamienna Góra)
12. Lauban (Lubań)
13. Liegnitz (Legnica)
14. Löwenberg (Lwówek Śląski)
15. Lüben (Lubin)
16. Rothenburg
17. Sprottau (Szprotawa)

## Eerste presidenten (Oberpräsidenten)
- 1919-1920: Felix Philipp (SPD)
- 1920-1928: Hermann Zimmer (SPD)
- 1928-1932: Hermann Lüdemann (SPD)
- 1932-1933: Friedrich von Degenfeld-Schonburg (DNVP)
- 1933-1934: Helmuth Brückner (NSDAP)
- 1934-1938: Josef Wagner (NSDAP)
- 1938-1941: deel van de provincie Silezië
- 1941-1945: Karl Hanke (NSDAP)

1815:
Brandenburg · Groothertogdom Beneden-Rijn · Gulik-Kleef-Berg · Oost-Pruisen · Pommeren · Posen · Saksen · Silezië · Westfalen · West-Pruisen · 1822: Rijnprovincie · 1829: Pruisen · 1850: Hohenzollernsche Lande · 1867: Hannover · Hessen-Nassau · Sleeswijk-Holstein · 1878: Oost-Pruisen · West-Pruisen · 1919: Neder-Silezië · Opper-Silezië · 1920: Berlijn · 1922: Grensmark Posen-West-Pruisen · 1944: Halle-Merseburg · Keur-Hessen · Maagdenburg · Nassau · 1945: Saksen-Anhalt